# جيهان الناصر
جيهان أحمد الناصر بدر معروف أو كما تعرف باسم الدكتورة جيهان الناصر هي مخرجة غنائية وموسيقية ومدربة غنائية ومشرفة ومحكمة صوتية ومغنية ومؤدية في مجال الدبلجة، حصلت على الدكتوراة من أكادمية الفنون ودرست جيهان بلوس أنجلوس، وقامت بالتحكيم في إحدى برامج المواهب المعروف باسم سوبر ستار. قامت جيهان بتدريب فريق المغنية شيرين عبد الوهاب ببرنامج ذا فويس على شبكة مركز تلفزيون الشرق الأوسط، وتدريب عدة أسماء كبرى غنائيًا تضمنت شيرين عبد الوهاب وسميرة سعيد وسمية الخشاب، وقامت بالإخراج الغنائي لعدد ضخم من أفلام ومسلسلات الرسوم المتحركة بداية من فيلم ديزني بوكاهونتاس وأداء عدة شخصيات ومجموعة أغاني في مجال الرسوم المتحركة.
في 17 مارس 2017، أعلنت جيهان الناصر انسحابها من العمل مرة أخرى في مجال الأخراج الغنائي مع شركة والت ديزني ومن ستوديوهات مصرية ميديا للدبلجة. صدر قرارها هذا ثلاث أيام فقط عقب صدور أخر أعمالها من حيث الأخراج الغنائي موانا.

## حياتها
تتمتع جيهان الناصر بسجل حافل مع الموسيقى، وخبرة كبيرة في تدريب الأصوات، بدأ حبها للموسيقى منذ الصغر، فكان والدها مستشار التربية الموسيقية في وزارة التربية والتعليم في مصر، فحبت عن طريقه الموسيقى وأصبحت هي كل حياتها، كهواية ودراسة وعمل. تخرجت جيهان في المعهد العالي للموسيقى العربية، وحصلت على دكتوراة من أكاديمية الفنون-قسم الغناء، ودرست في لوس أنجلوس وحصلت على منحة دراسية في "التكنيك العالمي والغناء الأوبرالي.
تدرس جيهان في المعهد العالي للفنون المسرحية تربية صوت، وكانت مغنية أوبرا في الأوبرا المصرية، وقدمت عدة عروض كان أشهرهم كيروبين، وسيلفيا في "الأرملة الطروب"، كما كانت في فرقة أم كلثوم.

## الأعمال
عملت المغنية والمؤدية جيهان الناصر في عدة أعمال مختلفة تضمنت أفلام ومسلسلات الرسوم المتحركة خصوصًا التابعة لشركة ديزني على مدار أكثر من عشرين عامًا.

### الرسوم المتحركة (أداء)
- إزميرالدا (غناء) - أحدب نوتردام
- الأميرة آيفي (غناء) - صوفيا الأولى
- بوكاهونتاس - بوكاهونتاس[9]
- بوكاهونتاس - بوكاهونتاس 2: رحلة إلى عالم جديد
- بوكاهونتاس - بوكاهونتاس (نسخة تلفزيون ج)
- بوكاهونتاس - بوكاهونتاس 2: رحلة إلى عالم جديد (نسخة تلفزيون ج)
- توكة - طرزان
- الجدة فا - مولان (نسخة تلفزيون ج)
- رابونزل - شريك الثالث
- زيرا (غناء) - الأسد الملك 2 (نسخة تلفزيون ج)
- الراوية - تنة ورنة وأسطورة الكنز المفقود
- الراوية - تنة ورنة وفرقة إنقاذ الجنيات
- الراوية - عالم نلهو فيه
- ريتا - أوليفر وشركاه
- سيدة التنظيف - علاء الدين
- شيريكي - إلينا وسر مملكة الآفالور
- عنبر (غناء) - شريك 4
- فا لي (غناء) - مولان (نسخة تلفزيون ج)
- كالوهون - رالف المدمر
- كاليوبي - هرقل
- كوكبة - ميكي . بطوط . بندق: الفرسان الثلاثة
- كيارا - الأسد الملك 2: عهد سمبا
- لافرين (غناء) - أحدب نوتردام 2
- ماما أودي (غناء) - الأميرة والضفدع[10]
- مذيعة الراديو - مئة مرقش ومرقش
- مذر جوثل - رابونزل[11]
- مذر جوثل - رابونزل (نسخة تلفزيون ج)
- ملكة اّريندل - ملكة الثلج
- موناليزا - السيد بيبودي وشيرمان
- ميجارا - هرقل
- الآنسة نيتل - صوفيا الأولى
- والدة حازوقة - كيف تروض تنينك 2

#### الكورال والغناء المشترك
- دائرة الحياة - الأسد الملك (نسخة تلفزيون ج)
- روح ماما - دمبو
- سأطير - أسطورة مريدا (نسخة تلفزيون ج)
- الغناء المنفرد - أخي الدب
- الغناء المنفرد - أخي الدب (نسخة تلفزيون ج)
- الغناء المنفرد - تنة ورنة وأسطورة الكنز المفقود
- الغناء المنفرد - تنة ورنة وفرقة إنقاذ الجنيات
- الغناء المنفرد - تنة ورنة وألعاب أرض الجنيات
- الغناء المنفرد - تنة ورنة ووحش أرض الأحلام
- الغناء المنفرد - دمبو (نسخة تلفزيون ج)
- الغناء المنفرد - روبن هوود
- الغناء المنفرد - ويني الدبدوب
- المقدمة - Two Babes in the Wood

### الرسوم المتحركة (إخراج غنائي)
- أحدب نوتردام
- أحدب نوتردام 2
- الأسد الملك (موجز الصباح)
- الأسد الملك II: عهد سمبا
- أسطورة طرزان
- أسطورة طرزان (نسخة تلفزيون ج)
- أسطورة مريدا
- إلينا من آفالور
- البحث عن نيمو
- البحث عن دوري
- البديل (مسلسل تلفزيوني)
- بوكاهونتاس
- بوكاهونتاس 2: رحلة لعالم جديد
- تنة ورنة (نسخة تلفزيون ج)
- تنة ورنة وأسطورة الكنز المفقود (نسخة تلفزيون ج)
- تنة ورنة وأسطورة وحش الأحلام
- التنين المتردد (فيلم قصير)
- تيمون وبومبا (مسلسل كرتوني)
- جوني أبلسيد (فيلم قصير)
- حكاية لعبة
- حكاية لعبة 2
- حكاية لعبة 3
- حياة الإمبراطور الجديدة
- الخنازير الثلاثة (فيلم قصير)
- دار الأشرار (نسخة تلفزيون ج)
- دوكتورة ماكستافنز (مسلسل تلفزيوني)
- رابونزل
- ستار دارلينجز (مسلسل تلفزيوني)
- شركة المرعبين المحدودة
- شريك الثالث
- صوفيا الأولى
- الفسحة (مسلسل تلفزيوني)
- عالم نلهو فيه
- علاء الدين
- كوكب الكنز المفقود
- مدرسة الامبراطور الجديدة (أغنية البداية)
- ملكة الثلج
- مغامرات بندق (نسخة تلفزيون ج)
- موانا
- نجمة ضد قوى الشر (الشارات)
- ويني الدبدوب
- ويني الدبدوب (نسخة تلفزيون ج)
- ويني الدبدوب: حفل الربيع مع روو

### أصوات قامت بتدريبها
- هشام عباس
- سمية الخشاب
- جنات (مغنية)
- سميرة سعيد

### أعمال أخرى
- التحكيم - سوبر ستار (الموسم الخامس)
- تدريب (فريق شيرين عبد الوهاب) - ذا فويس: أحلى صوت

## وصلات خارجية
- جيهان الناصر على إحدى الموسوعات المخصصة للدبلجة